# Himalayotityobuthus
Genre
Himalayotityobuthus est un genre de scorpions de la famille des Ananteridae.

## Distribution
Les espèces de ce genre se rencontrent en Inde et au Népal.

## Liste des espèces
Selon The Scorpion Files (16/07/2024) :
- Himalayotityobuthus alejandrae Lourenço, 2003
- Himalayotityobuthus martensi Lourenço, 1997

## Systématique et taxinomie
Ce genre a été décrit par Lourenço en 1997 dans les Buthidae. Il est placé dans les Ananteridae par Ythier en 2024.

## Publication originale
- Lourenço, 1997 : « Description of a new genus and new species of Buthidae scorpion from the Himalayas of India and Nepal, with some new biogeographic implications. » Entomologische Mitteilungen aus dem Zoologischen Museum Hamburg, vol. 12, no 156, p. 183-188 (texte intégral).